# Ramillies British Cemetery
Ramillies British Cemetery est un cimetière militaire de la Première Guerre mondiale situé sur le territoire de la commune de Ramillies dans le département du Nord.

## Historique
Le cimetière original contenait 93 tombes datant des combats du 30 septembre au 17 octobre 1917. Le village de Ramillies est ensuite resté aux mains des Allemands jusque dans la nuit du 8 au 9 octobre 1918 date à laquelle Ramillies a été repris par le corps canadien. Après l'armistice, d'autres tombes ont été apportées au cimetière. Ramillies British Cemetery contient maintenant 180 sépultures de la Première Guerre mondiale, 105 soldats britanniques et 75 canadiens dont 5 non identifiés.

## Caractéristique
Le cimetière est situé rue d'Erre à l'entrée sud-Ouest du village. Le cimetière a été conçu par W.C. Von Berg.

## Galerie

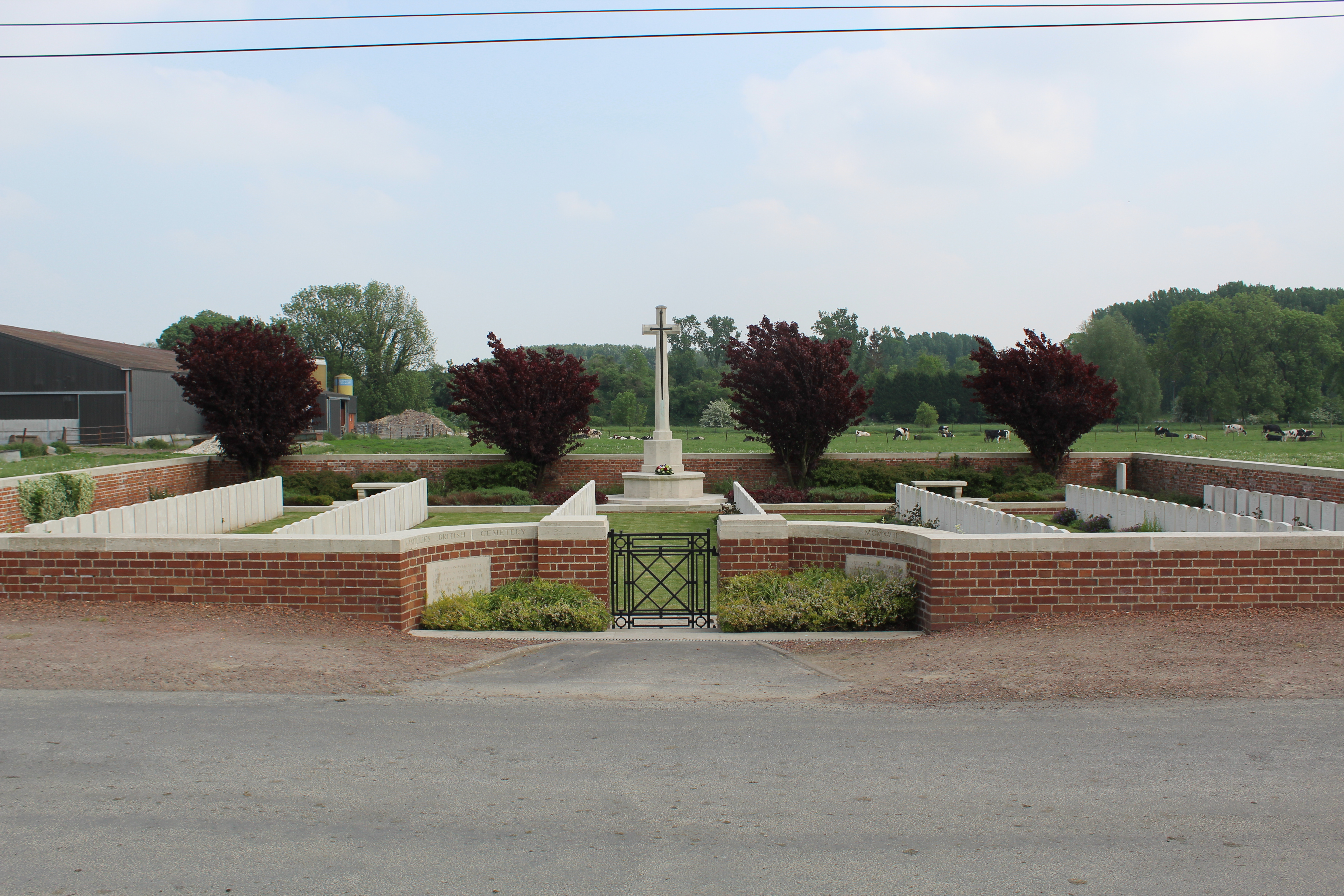
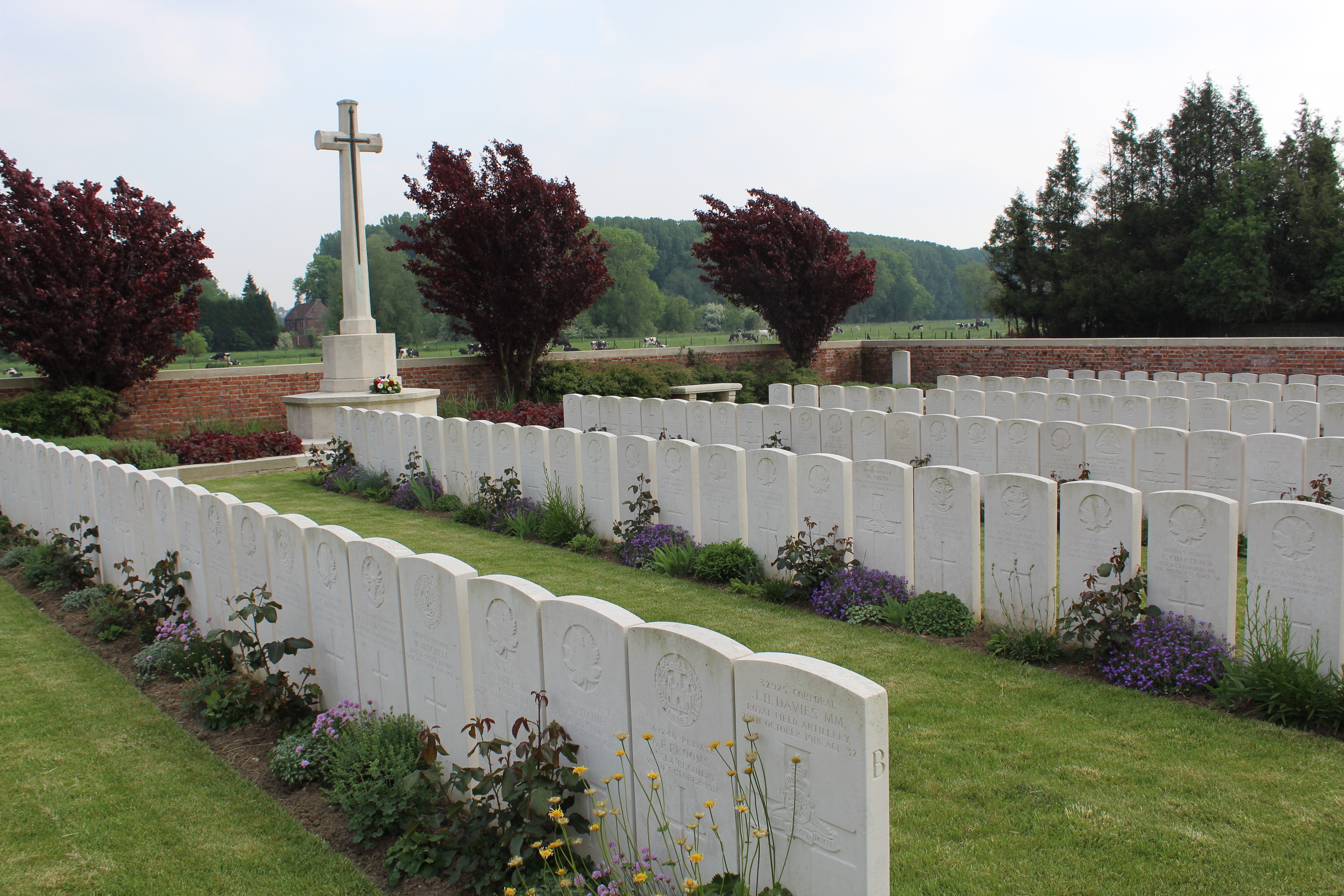
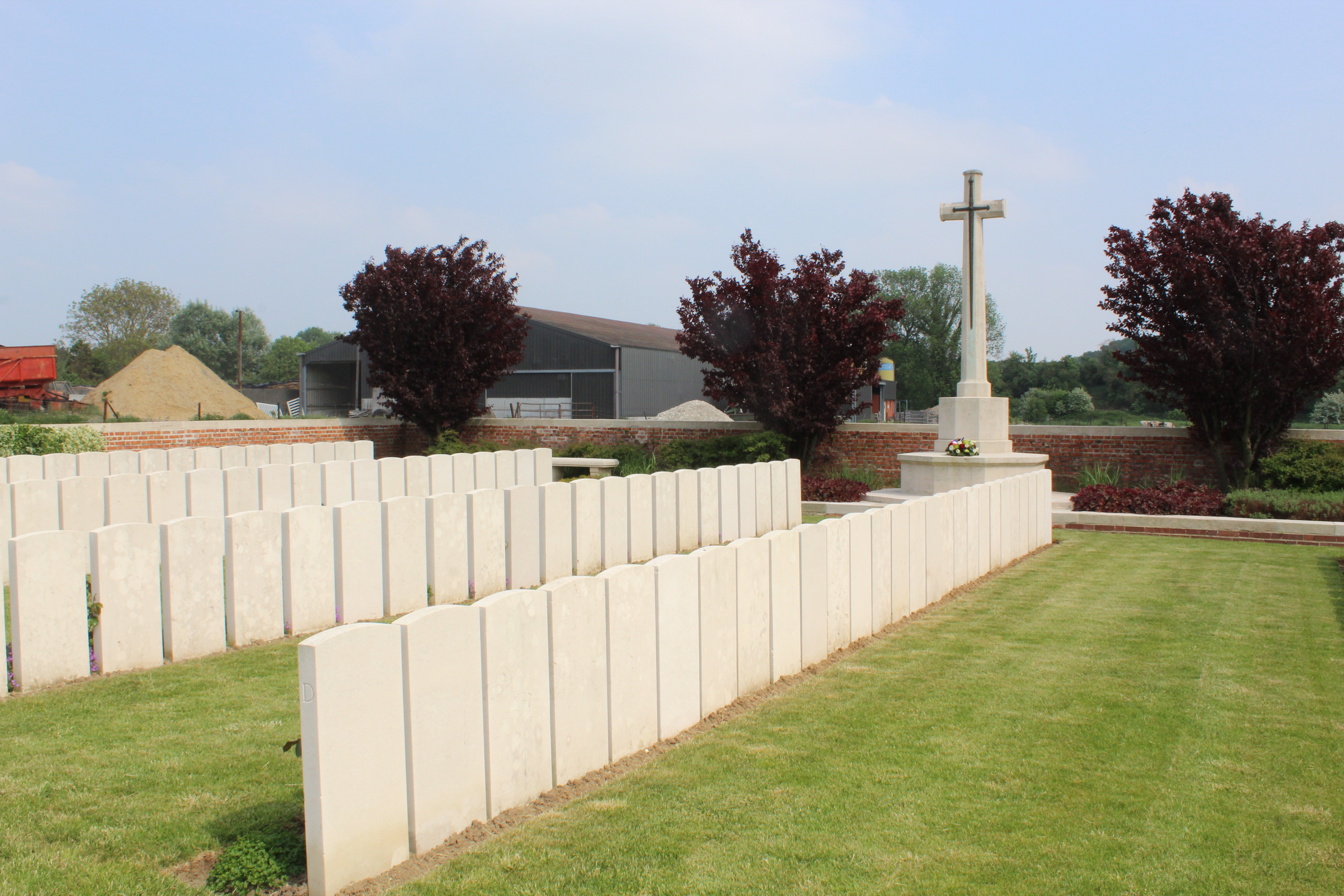

## Sépultures
| Pays        | Sépultures |
| ----------- | ---------- |
| Royaume-Uni | 105        |
| Canada      | 75         |
| Total       | 180        |